# Michael Wollitz
Michael Wollitz (* 28. März 1961) ist ein ehemaliger deutscher Fußballspieler.
Der Verteidiger hatte seine ersten Profi-Einsätze in der Saison 1985/86 bei Arminia Bielefeld in der 2. Bundesliga. Aufgrund seiner guten Leistungen holte ihn der 1. FC Köln 1986 in die Fußball-Bundesliga. Obwohl er dort auf 21 Einsätze kam, konnte er sich nicht durchsetzen. Er wechselte 1987 zum FC Schalke 04, mit dem er 1988 in die 2. Bundesliga abstieg. Für die Schalker spielte er noch zwei weitere Jahre, bevor er seine Profilaufbahn beendete. Mindestens in der Saison 1996/97 spielte er in der Oberliga Westfalen für die SpVg Brakel.
Er bestritt auch einen Einsatz im DFB-Pokal für Arminia Bielefeld, drei Pokaleinsätze für den 1. FC Köln und vier Einsätze in diesem Wettbewerb für den FC Schalke 04.
Wollitz trainierte danach diverse Vereine im Kreis Höxter. Vom 9. September 2007 bis zum 9. November 2007 trainierte er die SpVgg Bad Pyrmont. Da sein Verhältnis zur Mannschaft nicht zufriedenstellend war, wurde er durch Andreas Loges ersetzt. Er trainierte danach drei Jahre lang die A-Jugend der SpVg Brakel. Anfang 2010 übernahm Wollitz das Traineramt beim SV Brenkhausen/Bosseborn in der Kreisliga A des Kreises Höxter. Am 24. Mai 2011 wurde Wollitz beim SV Brenkhausen/Bosseborn als Trainer entlassen. Auch in diesem Fall lag es an einem gestörten Verhältnis zur Mannschaft. Im September 2016 übernahm er das Traineramt beim SC Inter Holzhausen im Landkreis Hameln-Pyrmont.
Michael Wollitz ist der Bruder von Claus-Dieter Wollitz, ebenfalls ehemaliger Fußballprofi und heute Trainer.